# High Wycombe
High Wycombe – miasto w Wielkiej Brytanii, w Anglii, w hrabstwie Buckinghamshire, położone nad rzeką Wye, na północny zachód od Londynu. 
Według spisu ludności z 2001 roku zamieszkiwane jest przez 77 178 (118 229-zespół miejski) mieszkańców, co czyni je jednym z największych miast hrabstwa Buckinghamshire.
High Wycombe jest wspomniana w Domesday Book (1086) jako Wicumbe.
W mieście rozwinął się przemysł metalowy, precyzyjny, papierniczy, poligraficzny, odzieżowy oraz meblarski.

## Sport
W High Wycombe działa klub piłkarski o nazwie Wycombe Wanderers F.C., który ma stadion pod nazwą Adams Park.

## Miasta partnerskie
- Kelkheim (Taunus)